# Hanna Hausmann-Kohlmann
Hanna Hausmann-Kohlmann (* 20. Juli 1897 in Dresden; † 23. November 1984 ebenda) war eine deutsche Malerin und Scherenschnittkünstlerin.

## Leben
Hanna Hausmann-Kohlmann besuchte von 1912 bis 1917 die Höhere Töchterschule. Von 1917 bis 1922 studierte sie an der Dresdner Akademie für Kunstgewerbe bei Arno Drescher, Georg Erler und Oskar Seyffert. 1922 heiratete sie Fritz Hausmann. Ab 1923 war Hanna Hausmann-Kohlmann als freischaffende Künstlerin tätig. In der Zeit des Nationalsozialismus war sie obligatorisch Mitglied der Reichskammer der bildenden Künste. U.a. war sie 1941 und 1942 auf der Großen Deutschen Kunstausstellung in München mit drei Aquarellen vertreten, von denen der Nazi-Führer Artur Greiser 1942 Gloxinien (44 × 57 cm) für 600 RM erwarb. Einige ihrer Scherenschnitte wurden in der NSDAP-Gauzeitung Der Freiheitskampf publiziert.
Hanna Hausmann-Kohlmann war sehr kulturintressiert und nutzte jede Gelegenheit, an Veranstaltungen der Dresdner Kunstszene teilzunehmen. Wegen ihres Alters wurde sie nicht zum Arbeitsdienst verpflichtet und konnte künstlerisch arbeiten und auf Reisen gehen.
Bis 1963 schuf sie zahlreiche Zeichnungen, Aquarelle und später auch Scherenschnitte von bekannten Dresdner Persönlichkeiten, so z. B. Ernst von Schuch und Rudolf Mauersberger, sowie Abbildungen mit Motiven von Volksfesten, insbesondere der Dresdner Vogelwiese.
Bis 1977 war Hanna Hausmann-Kohlmann als Pressezeichnerin für Dresdner Zeitungen tätig. Sie erstellte dazu Illustrationen, Vignetten und Scherenschnitte. Zusammen mit ihrer Berufskollegin Elsa Sturm-Lindner dokumentierte sie über Jahrzehnte zahllose Dresdner Theater- und Opernaufführungen von den späten vierziger bis in die siebziger Jahre. Zeichnungen von Theateraufführungen waren eine Alternative zur damals üblichen Schwarzweiß-Theaterfotografie und dienten der Illustration von Rezensionen. Von 1948 bis 1977 schuf sie Illustrationen für die Gestaltung der Programmhefte der Staatstheater Dresden. Bis 1956 verwendete sie dazu Scherenschnitte und danach Pastelle.
Das Dresdener Museum für Sächsische Volkskunst hat einen großen Bestand ihrer Arbeiten.
Hanna Hausmann-Kohlmann unternahm Studienreisen in die Schweiz, Italien, Südslawien, Ungarn und Paris. Sie wohnte zuletzt an der Adresse „Am Bauernbusch 19“ in Bühlau. Sie war Mitglied des Verbands Bildender Künstler der DDR.

## Darstellung Hanna Hausmann-Kohlmanns in der bildenden Kunst
- Hans Schultze-Görlitz: Bildnis Hanna Hausmann-Kohlmann (1940, Öl auf Leinwand, 110 × 90,5 cm; Galerie Neue Meister)[5]

## Fotografische Darstellung Hanna Hausmann-Kohlmanns
- Else Seifert: Hanna Hausmann-Kohlmann vor einem ihrer Werke (wohl 1940)[6]

## Ausstellungen (unvollständig)

### Einzelausstellungen
- 1939: Dresden, Staatliche Kunstgewerbebibliothek (mit der Bildhauerin Barbara Lottermoser)

- 1948: Leipzig, Ausstellung von Pastellen mit Motiven aus der Theaterwelt in der Galerie Engewald
- 1952: Dresden, Ausstellung von Hanna Hausmann-Kohlmann und Elsa Sturm-Lindner in der Kunstausstellung Kühl
- 1952: Karl-Marx-Stadt: Ausstellung
- 1960: Dresden, Ausstellung von Hanna Hausmann-Kohlmann und Elsa Sturm-Lindner in der Galerie Kunst der Zeit
- 1967: Dresden, Ausstellung von Hanna Hausmann-Kohlmann und Elsa Sturm-Lindner in der Galerie Kunst der Zeit
- 1968: Dresden, Ausstellung in der Kunstausstellung Kühl
- 1982: Dresden, Jubiläumsausstellung von Aquarellen der Dresdner „Vogelwiese“ zum 85. Geburtstag der Künstlerin im Staatlichen Museums für Volkskunst

### Weitere Ausstellungsbeteiligungen
- 1936: Dresden, Brühlsche Terrasse und Städtische Kunsthalle („Kunstausstellung Dresden“)
- 1943: Dresden, Lichthof des Rathauses (Gauausstellung der Reichsgemeinschaft deutscher Künstlerinnen und Kunstfreundinnen / GEDOK)